# Алга (Кордайський район)
Алга́ (каз. Алға) — село у складі Кордайського району Жамбильської області Казахстану. Адміністративний центр Алгинського сільського округу.
У радянські часи село називалось Жанатурмис.
Населення — 780 осіб (2021; 605 у 2009, 718 у 1999, 696 у 1989).